# Arripis
Arripis – rodzaj morskich ryb okoniokształtnych z monotypowej rodziny aripisowatych (Arripidae), występujących w południowej części Oceanu Spokojnego (od południowej Australii do Nowej Zelandii). Ich płetwa grzbietowa zawiera 9 kolców i 13–19 promieni miękkich. W płetwie odbytowej są 3 kolce i 9
lub 10 miękkich promieni. Płetwa odbytowa jest znacznie krótsza niż miękka część grzbietowej. Płetwa ogonowa rozwidlona. Liczba kręgów: 25. Maksymalna długość ciała wynosi około 90 cm.

## Klasyfikacja
Gatunki zaliczane do tego rodzaju:
- Arripis georgianus – aripis mały[4], aripinka[5]
- Arripis trutta – aripis trociak[6], aripis[7], łosoś australijski[5]
- Arripis truttacea
- Arripis xylabion

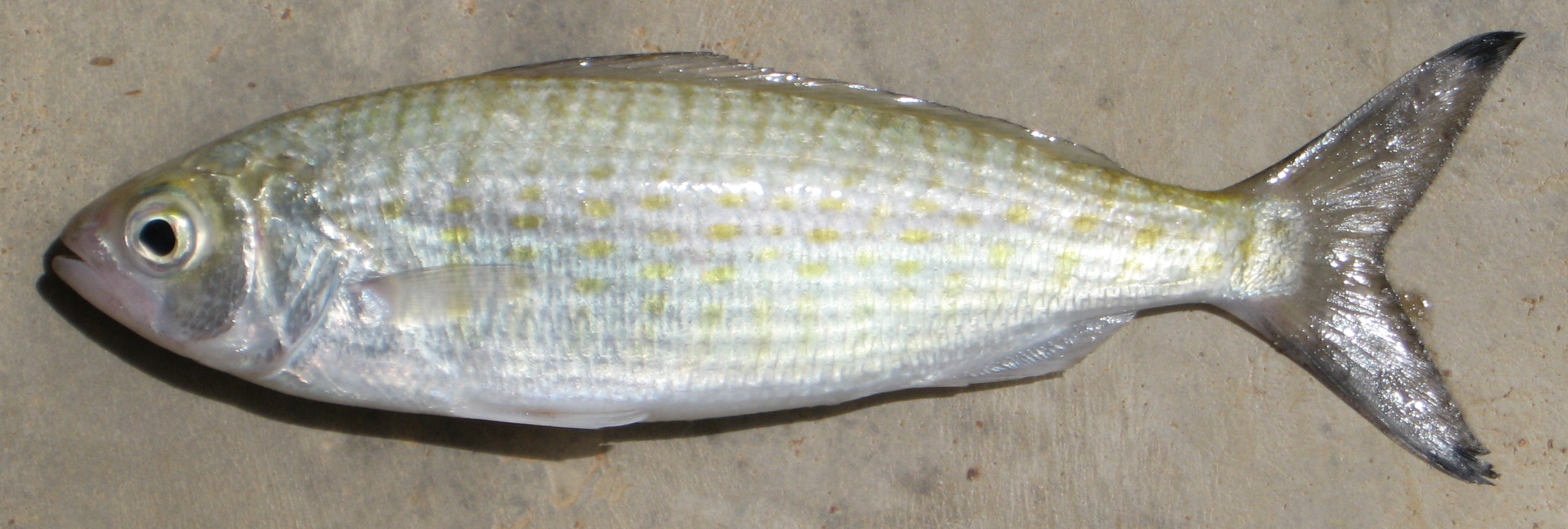
Arripis georgianus
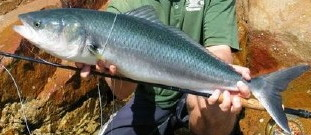
Arripis truttacea